# Portail New York–Dublin
Le portail New York-Dublin (également simplement connu sous le nom de The Portal ) est une installation artistique interactive créée par l'artiste lituanien Benediktas Gylys, afin que les visiteurs du centre-ville de New York et de Dublin puissent interagir les uns avec les autres 24 heures sur 24, à l'aide de deux écrans de vidéoconférence en direct. L'installation a été comparée au télectroscope de Paul St George, qui reliait New York à Londres en 2008.

## Historique
Le concept de sculpture Portal est créé par Benediktas Gylys. Le premier à être dévoilé est le portail reliant Vilnius (Lituanie) à Lublin (Pologne), le 26 mai 2021. Fort de son succès, il est confirmé en mars 2024 que d'ici le printemps, Dublin et New York seraient les prochaines villes à les accueillir.
Le mercredi 8 mai 2024, les portails sont officiellement dévoilés dans leurs villes respectives, celui de New York étant installé sur le Flatiron South Public Plaza au niveau de la 23e Rue, de la Cinquième Avenue et de Broadway à côté du Flatiron Building, tandis que celui de Dublin est installé sur O'Connell Street. Dans un communiqué publié le même jour, Gylys précise qu'ils ne resteront en place que jusqu'à l'automne. Pour l'inauguration, les visiteurs des deux villes ont brandi des pancartes pour se saluer, tandis que des danseurs du côté new-yorkais exécutaient un numéro.
Le lundi 13 mai, les écrans vidéo reliant les deux villes sont temporairement éteints, à la suite d'informations selon lesquelles les participants se comportaient de manière inappropriée,,. Ceux du côté de Dublin ont été vus affichant de la pornographie et des images des attentats du 11 septembre 2001 ainsi que des propos haineux depuis l'écran de leur téléphone, sans compter les flashs intempestifs. De plus, un mannequin OnlyFans à New York a montré ses seins devant l'installation. Le portail côté Dublin a finalement été coupé et interdit d'accès le 14 mai, le conseil municipal de la ville ayant déclaré que les autorités avaient constaté qu'une "très petite minorité" adoptait un comportement inapproprié et que les concepteurs de l'œuvre réfléchissaient à des solutions techniques pour y remédier,. 

## Voir également
- Télectroscope